# Aéroport de Sainte-Hélène
Pour les articles homonymes, voir HLE.
L'aéroport de Sainte-Hélène, (code IATA : HLE • code OACI : FHSH), en anglais Saint Helena Airport, est un aéroport du Royaume-Uni situé dans le district de Longwood à Sainte-Hélène, l'île principale du territoire d'outre-mer de Sainte-Hélène, Ascension et Tristan da Cunha. En construction depuis le début de l'année 2012, il devait entrer en service le 21 mai 2016, afin de devenir le premier aéroport de l'île jusqu'alors accessible uniquement par voie maritime. En 2017, l'aéroport n'était pas encore desservi par des liaisons commerciales régulières, et seuls des avions privés s'y étaient posés, 32 au total en avril 2017, provoquant un débat à la Chambre des lords le 17 octobre 2016. En 2018, l'aéroport est desservi par une liaison commerciale régulière de Airlink avec l'aéroport international OR Tambo (avec escale à l'aéroport de Walvis Bay, en Namibie - en remplacement depuis avril 2019 de l'aéroport international Hosea Kutako de Windhoek, en raison de sa plus faible altitude permettant un poids au décollage plus important).

## Histoire

### Construction

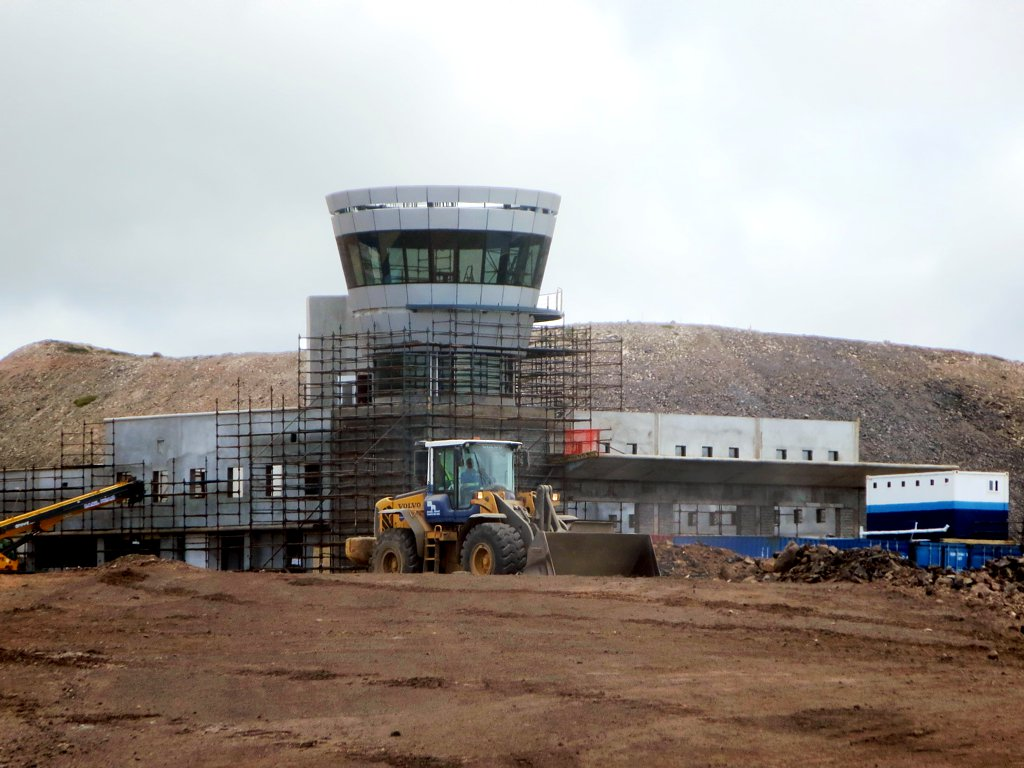
Aéroport de Sainte-Hélène en construction en septembre 2014.

La construction a coûté 285,5 millions de livres sterling.

### Première liaison aérienne
La première liaison aérienne a eu lieu le 15 septembre 2015, date à laquelle un Beechcraft King Air 200 se pose sur l'île en provenance de Lanseria (Afrique du Sud) après un vol de 2 000 kilomètres qui avait duré six heures,.

### Processus de certification
Le 11 avril 2016, l'équipe de l'Air Safety Support International (ASSI) atterrit à l'aéroport de Sainte-Hélène pour commencer son travail d'audit, première étape du processus de certification.
Le 18 avril 2016, le vol test inaugural d'un Boeing 737-800 exploité par la compagnie aérienne Comair — filiale de British Airways — , approche la piste dans un survol avant de s'y reprendre à deux reprises pour atterrir, révélant des problèmes de turbulence, . Ces problèmes de sécurité, repoussent la date de l'inauguration au 21 mai 2016.
Le 26 octobre 2016, un nouveau certificat est émis par l'ASSI en remplacement du précédent qui arrivait à expiration en novembre 2016 

## Desserte

### Liaisons commerciales régulières
Les liaisons commerciales régulières prévues pour desservir l'aéroport de Sainte-Hélène dès février 2016 sont repoussées jusqu'en mai 2016. Deux compagnies sont en compétition pour desservir l'aéroport de Sainte-Hélène : la compagnie britannique Atlantic Star, depuis Londres, et la compagnie sud-africaine Comair Limited, depuis Le Cap ou Johannesburg.
Les liaisons commerciales devaient officiellement débuter le 21 mai 2016, jour de la sainte Hélène. Cependant le 26 avril, le gouvernement de Sainte-Hélène annonce le report à une date indéterminée de l'ouverture de l'aéroport du fait de problèmes de turbulences,.
Le gouvernement local a passé un accord, à l'été 2017, avec la compagnie Airlink pour une desserte régulière dont la date de démarrage n'est pas encore connue. Pendant plus d'un an, du printemps 2016 à l'automne 2017, des calculs et de nouveaux vols-tests ont eu lieu. Ces tests ont permis de convenir de la nécessité de choisir un appareil plus petit (un Embraer 190 de 76 places au lieu du Boeing 737-800 de 120 places). Le premier vol commercial — vol SA8131 de la compagnie Airlink — s'est posé le 14 octobre 2017.
| Compagnies | Destinations                                                                                   |
| ---------- | ---------------------------------------------------------------------------------------------- |
| Airlink    | Johannesbourg OR Tambo, Windhoek Hosea Kutako, Charter : RAF Ascension Island (date à définir) |

### Autres liaisons aériennes
L'une des principales raisons justifiant la construction d'un aéroport à Saint-Hélène était de faciliter les évacuations pour raisons médicales. Le 3 juin 2016, la première évacuation sanitaire aérienne a lieu pour un bébé et sa mère à destination du Cap.
Le 21 octobre 2016, un vol d'essai d'un Avro RJ 100 affrété par Atlantic Star Airlines atterrit à l'aéroport en provenance de l'île de l'Ascension située à 1300 kilomètres de distance. Les pilotes étaient expérimentés à l'atterrissage dans des conditions de grand vent pour l'avoir pratiqué aux îles Féroé, 13 passagers étaient à bord de l'appareil.

Carte de Sainte-Hélène avec l'aéroport dans l'est de l'île.

Carte des destinations aériennes prévues de l'Atlantic Star Airlines devant initialement desservir l'aéroport.

Le 3 mai 2017, le premier vol charter commercial avec 60 passagers payants a eu lieu. SA Airlink a effectué une rotation depuis Le Cap en utilisant un Avro RJ 85. Cette rotation, au retour, a fait un arrêt technique à Windhoek Hosea Kutako. Ce vol était nécessaire dans un contexte où le bateau habituel s'est révélé indisponible sur deux mois.[réf. nécessaire]

## Statistiques

### En graphique
Pour des raisons techniques, il est temporairement impossible d'afficher le graphique qui aurait dû être présenté ici.

Voir la requête brute et les sources sur Wikidata.

### Zoom sur l'impact du covid de 2019-2020
Pour des raisons techniques, il est temporairement impossible d'afficher le graphique qui aurait dû être présenté ici.

Voir la requête brute et les sources sur Wikidata.